# Subduction
 (octobre 2021).
 (août 2023).
Cet article possède un paronyme, voir Séduction.

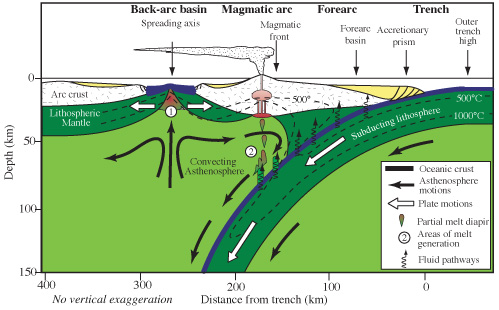
Coupe schématique d'une zone de subduction avec présence d'un bassin arrière-arc.

La subduction est un processus géodynamique d'enfoncement d'une plaque lithosphérique sous une autre plaque d'une densité plus faible. Il s'agit généralement d'une plaque océanique s’enfonçant sous une plaque continentale, ou sous une plaque océanique plus récente, dans un contexte de convergence lithosphérique.
Selon la terminologie des géologues, la plaque plongeante « subducte » [sous] la plaque chevauchante. On dit qu'elle est « subduite » (ou « subductée »).
La subduction océanique met en jeu une lithosphère océanique qui s'incurve et plonge sous une autre lithosphère (océanique dans le cas d'une subduction océan-océan, continentale dans le cas d'une subduction océan-continent) avant de s'enfoncer dans le manteau terrestre. Ce processus se produit lorsque la lithosphère océanique en refroidissement devient plus dense que l'asthénosphère sous-jacente. 
La côte ouest de l'Amérique du Sud (cordillère andine) est un bon exemple, très étudié du fait des risques sismiques et volcaniques. La subduction d'une plaque plongeante sous une autre entraîne en effet de nombreuses conséquences, comme un épaississement crustal, un volcanisme andésitique (à dominance explosive) et la formation de plis et de failles entrainant une forte sismicité.
La subduction continentale (subduction continent-continent) se produit en début de collision continentale. Une lithosphère continentale, entraînée par une lithosphère océanique subduite dont elle est solidaire, s'enfonce sous une autre lithosphère continentale (par exemple, la plaque Indienne sous la plaque Eurasienne formant la chaîne de l'Himalaya). Au-delà de 100 km, le plongement de cette lithosphère cesse, les contraintes compressives croissantes sont telles que la croûte continentale forme des écailles tectoniques qui se désolidarisent du manteau (origine des chaînes de collision assimilables à un prisme orogénique) ou que la lithosphère océanique chevauche la lithosphère continentale (origine des zones ou des chaînes d'obduction).

## Généralités

Carte mondiale des principales plaques, massifs et chaînes de montagnes, et zones de subduction.

La lithosphère, zone rigide supérieure de la Terre interne, comprenant la croûte et une partie du manteau supérieur, est découpée en plaques lithosphériques qui se déplacent les unes par rapport aux autres. Au niveau des dorsales océaniques, les plaques divergent, et du plancher océanique est produit, ce qui augmente la surface des océans. La surface terrestre étant constante (le volume de la Terre ne change pas significativement au cours des temps géologiques), il est nécessaire que du plancher océanique disparaisse par ailleurs. Ce phénomène se produit au niveau des zones de subduction, où les plaques océaniques plongent à l'intérieur du globe.
La plaque qui plonge en subduction est dans 84 % des cas une plaque océanique, qui a une densité élevée. Elle peut plonger sous une plaque continentale ou sous une autre plaque océanique. Les causes de la subduction sont à rechercher dans la différence de densité entre la plaque subduite et le manteau asthénosphérique dans lequel elle plonge. Le manteau lithosphérique a la même composition (au premier ordre) que le manteau asthénosphérique, mais, étant plus froid, il est aussi plus dense. La croûte basaltique joue le rôle de flotteur, mais une lithosphère océanique âgée possède un manteau lithosphérique trop épais pour que la croûte puisse conférer à la lithosphère océanique une densité inférieure à celle de l'asthénosphère. Dans ces conditions, la lithosphère océanique entre en subduction. On notera que la densité de la plaque non subduite n'entre pas en considération.
La subduction est associée à une activité sismique et volcanique importante. Le volcanisme des zones de subduction est généralement andésitique, avec une géochimie calco-alcaline. L'hydratation des roches du manteau par l'eau provenant de la transformation métamorphique des roches de la croûte de la plaque subduite provoque la fusion partielle du manteau de la plaque chevauchante.
« La subduction océanique concerne 55 000 kilomètres de la Terre (82 %), alors que la subduction continentale n'en affecte que 12 000 kilomètres (18 %) ».

## Subsidence thermique
La lithosphère océanique qui naît au niveau des dorsales est originellement peu épaisse (au niveau de la dorsale l'isotherme 1 300 °C, qui limite la lithosphère, est situé à faible profondeur) et donc peu lourde. Au fur et à mesure qu'elle s'éloigne de la dorsale, des sédiments se déposent et surtout l'isotherme 1 300 °C s'enfonce car la lithosphère se refroidit au contact de l'océan. Devenant plus épaisse au cours de son vieillissement, la lithosphère devient aussi plus lourde.
La subduction est liée au fait que la plaque plongeante devient plus lourde à mesure qu'elle s'éloigne de la dorsale. Quand le déséquilibre avec l'asthénosphère sous-jacente, moins dense, dépasse un certain seuil, la lithosphère océanique s'enfonce dans l'asthénosphère.
Ce mécanisme est l'un des principaux moteurs responsable du mouvement des plaques à la surface de la Terre. Il explique pourquoi les plaques océaniques se déplacent toujours en direction de l'endroit où elles plongent en subduction.

## Marqueurs de la subduction

### Sismicité
Les zones de subduction sont le lieu où se produisent les séismes les plus violents (par exemple le séisme du sud Chili de 1960, de magnitude 9,5, qui fut le séisme le plus violent survenu depuis un siècle). Il peut s'y produire deux types de séismes :
- des séismes inter-plaques, au contact entre la plaque plongeante et la plaque supérieure ;
- des séismes intra-plaques , au sein de la plaque plongeante, car celle-ci se déforme en s'enfonçant dans le manteau.

Les foyers sismiques sont de plus en plus profonds sous la plaque chevauchante en s'éloignant de la fosse de subduction. Ils s'alignent sur un plan incliné (le plan de Wadati-Benioff), dont l’angle peut varier selon la zone de subduction entre la verticale (ex. subduction des îles Mariannes) et un angle très faible (plan de subduction proche de l'horizontale, comme sous certains secteurs de la Cordillère des Andes : Nord du Pérou, centre-nord du Chili).

### Plutonisme et volcanisme
Les lithosphères océaniques qui plongent en subduction sont constituées de minéraux hydratés par métamorphisme hydrothermal en raison du long séjour qu'elles ont passé au fond des océans (en s'éloignant de la dorsale, l'eau pénètre profondément dans la lithosphère océanique par le biais des failles normales, et en ressortant une partie de cette eau est d'ailleurs à l'origine des fumeurs noirs). Parmi ces minéraux, on peut notamment citer les amphiboles hornblende, la chlorite, l'actinote, présentes dans le faciès schistes verts.
Lorsque la plaque plongeante atteint des profondeurs et des températures importantes, les minéraux hydratés deviennent instables. Ils subissent des transformations métamorphiques et perdent leur eau pour se transformer en minéraux de plus en plus anhydres. Ainsi, la lithosphère océanique plongeante se déshydrate en s'enfonçant, perdant l'eau qu'elle avait accumulée au cours de son éloignement à la dorsale qui percole alors vers la plaque chevauchante.
Cette eau libérée abaisse le point de fusion de la péridotite de la plaque chevauchante, qui peut alors fondre partiellement (30 à 35 % de taux de fusion). Il y a alors formation de magma à la base de la plaque supérieure. Ce magma remonte à travers la plaque supérieure, s'enrichissant ainsi en divers éléments non-métaux et surtout en silice. Une preuve qu'il s'agit de la plaque chevauchante qui fond, et non de la plaque plongeante, est la composition chimique différente entre les roches qui subductent (basalte, gabbro) et les roches magmatiques qui résultent de la fusion. Ces roches magmatiques contiennent d'ailleurs de nombreux minéraux hydratés (comme les micas ou les hornblende).
Le magma formé, visqueux, sera à l'origine de roches magmatiques plutoniques, ou intrusives (les granitoïdes), s'il n'atteint pas la surface. Ces roches (parmi lesquelles on peut citer la diorite, la granodiorite ou même parfois le granite) forment alors des plutons.
En revanche, si le magma atteint la surface, il est à l'origine d'un volcanisme explosif d'autant plus violent que le magma est visqueux. Cela forme des roches magmatiques volcaniques telles que l'andésite ou la rhyolite. Les zones de subduction sont ainsi à l'origine d'un volcanisme explosif intense (on parle parfois de volcans gris). Il s'agit d'un volcanisme avec une géochimie calco-alcaline. Les volcans de subduction s'alignent en général parallèlement à la zone de subduction, à une distance de l'ordre de 200 km de la fosse océanique. Ces alignements de volcans sont appelés  arcs volcaniques. Ce type de volcanisme est retrouvé dans les volcans situés au niveau des cordillères et des arcs insulaires. Exemples : la cordillère des Andes, les Petites Antilles...

### Relief
Une fosse océanique étroite et profonde existe tout le long de la bordure où une plaque commence à s'enfoncer sous l'autre. Cette fosse est dissymétrique. Cela conduit à une anomalie gravimétrique négative. Les fosses de subduction constituent les endroits où les océans atteignent les plus grandes profondeurs (plus de 10 kilomètres dans certaines fosses, comme celles des Mariannes).
Lorsque la plaque qui entre en subduction est recouverte d'une couche épaisse de sédiments, ceux-ci vont être en grande partie « rabotés » par la plaque supérieure et s'accumuler sur celle-ci. Ces sédiments sont considérablement plissés et entassés en écailles superposées. Ils s'entassent pour former un relief nommé prisme d'accrétion. Les prismes d'accrétion sont recoupés par de nombreuses failles inverses, témoins d'un raccourcissement important. Les prismes d'accrétion restent souvent sous-marins, mais les plus importants d'entre eux peuvent émerger hors de l'eau. C'est le cas du prisme de la Barbade, qui émerge au niveau de l'île de même nom. C'est aussi le cas du prisme d'accrétion du Makran, au sud-est de l'Iran et sud-ouest du Pakistan, qui est en grande partie émergé.
À environ 150–200 km de la fosse de subduction, sur la plaque chevauchante, se trouve une chaîne de volcans. L'alignement de ces volcans parallèlement à la fosse de subduction est nommé arc volcanique. La zone située entre les volcans et la fosse de subduction est nommée « zone d'avant-arc » (cette zone se trouve sur la plaque chevauchante), tandis que celle située de l'autre côté de l'arc est nommée « zone d'arrière-arc ». Généralement, une dépression nommée bassin d'avant-pays se forme entre l'arc volcanique et le prisme d'accrétion.
L'arc volcanique se met en place sur la plaque chevauchante. Lorsque celle-ci est continentale, l'arc volcanique se trouve sur le rebord d'un continent (ex. cordillère des Andes). Lorsque la plaque supérieure est océanique, l'arc volcanique constitue une suite d'îles volcaniques alignées. On parle d'arc insulaire (exemple : les Petites Antilles, les îles Tonga et Kermadec, etc.).

### Déformation de la plaque supérieure
La plaque située au-dessus de la zone de subduction se déforme souvent. Parfois, elle se raccourcit, s'épaissit, et il se forme une chaîne de montagne appelée « chaîne de marge active ». Exemple : la cordillère des Andes. Parfois au contraire, elle s'étire. Il se forme alors un bassin. L'étirement de la plaque supérieure peut même donner naissance à un nouvel océan, avec une dorsale océanique. Exemple : la mer Égée correspond au continent européen étiré au-dessus de la zone de subduction hellénique (zone de subduction qui passe au sud de la Crète).

## Conséquences de l'enfoncement de la lithosphère océanique

### Anomalies thermiques
On observe une distribution inégale du flux thermique. Les isogéothermes s'infléchissent, ce qui matérialise un plongement de ces isogéothermes. Ces anomalies thermiques et foyers sismiques profonds matérialisent la plongée de la lithosphère froide au niveau de l'affrontement des deux plaques. Ces anomalies sont de types négatives au-dessus de la fosse et positives au-dessus de l'arc volcanique.
Remarque : Les techniques de tomographie sismique permettent de mettre en évidence les anomalies de température dans le manteau terrestre. Elles montrent que le panneau plongeant se prolonge bien plus profondément dans le manteau que ce que l'on peut mettre en évidence avec le plan de Wadati-Benioff, qui ne dépasse jamais une profondeur de 670 km (limite entre le manteau supérieur et le manteau inférieur).

### Anomalies gravimétriques
Les mesures du champ de gravité terrestre ,entreprises par Pierre Bouguer au XVIIIe siècle, avaient mis en évidence que la distribution des masses rocheuses n'est pas uniforme en profondeur. De ces mesures est née la notion d'isostasie, selon laquelle les masses lithosphériques « flottent » sur une asthénosphère selon la loi d'Archimède. C'est le Hollandais Vening-Meinesz qui en 1923 découvrit des anomalies gravimétriques importantes au niveau de la fosse au large de l'Indonésie alors qu'il procédait à des mesures avec un gravimètre à bord d'un sous-marin. Il en conclut une flexuration à grande échelle de la croûte terrestre à cet endroit et que cette croûte avait donc des propriétés élastiques. Si les théories de Vening-Meinesz ont fait progresser l'état des connaissances et de compréhension des phénomènes géophysiques, elles sont aujourd'hui largement obsolètes car énoncées à une époque où le phénomène de subduction n'était pas communément compris et admis.

### Transformations minéralogiques (métamorphisme)
Dans les zones de subduction, les roches magmatiques qui composent la plaque subduite sont des basaltes, des gabbros, et des péridotites. On y trouve aussi des sédiments.

#### Modalités de transformation des minéraux
Les différents minéraux se forment à des conditions de température et de pression précises. La lithosphère, en s'enfonçant, va se trouver confrontée à de nouvelles conditions : forte augmentation de la pression, et augmentation modérée de la température (car les plaques lithosphériques ont une forte inertie thermique).
Les minéraux qui composent la plaque plongeante vont se trouver dans un état instable du fait du changement de ces conditions de température et de pression. Cela va entraîner une modification de ces minéraux. Comme ces modifications vont se faire à l’état solide, on parle de métamorphisme. D'un métagabbro du faciès schistes verts, on passe alors à un métagabbro du faciès schistes bleus, puis à une éclogite.
- Passage du schiste vert au schiste bleu :

La croûte s'enfonce. Il y a une augmentation de la pression et peu d'augmentation de la température. La pression va chasser l'eau des minéraux. Actinote + Chlorite + Plagioclase → glaucophane + H2O
- Passage du schiste bleu à l'éclogite :

La croûte continue de suivre une courbe de forte augmentation de pression à température quasi constante : Plagioclase + Glaucophane → Jadéite (pyroxène) + grenat + H2O
Du fait de l'augmentation de la pression, on assiste ainsi à une évolution minéralogique qui transforme le contenu des roches et leur aspect. Des gabbros (dorsale), on passe à des métagabbros, que l'on retrouve au niveau du faciès schiste vert, schiste bleu, éclogite.
Remarque : Le faciès éclogitique, témoignant d'un métamorphisme de Haute pression et Haute température, est en général le marqueur d'une subduction continentale, c’est-à-dire que la marge continentale, attachée à la lithosphère océanique subduite, a elle aussi subi une subduction partielle.

#### Mode de formation de deux roches représentatives: l'andésite et l'éclogite à grenat
Andésite : Roches issues du volcanisme continental au niveau des zones de subduction, elles se forment à partir de la fusion partielle du manteau hydraté. Lave visqueuse, riche en silice. Les phénocristaux se forment dans la chambre magmatique et les microlites et le verre lors des éruptions (bulles de gaz), ce sont des roches magmatiques (volcanisme explosif).
Eclogite à grenat : roches issues du métamorphisme de la plaque plongeante. Les basaltes et les gabbros du plancher océanique sont soumis à de nouvelles conditions de températures et de pression (haute pression, basse température), ce qui entraîne une déstabilisation des minéraux les composant et l'apparition de minéraux nouveaux à l'état solide sans modification de la composition chimique.

#### Conséquences de la subduction et du métamorphisme associé
Tout d'abord, les marqueurs métamorphiques, sont de très bons indices de terrain pour connaître l'histoire d'un site donné. En identifiant des roches caractéristiques tels les schistes bleus de l'île de Groix, on peut ainsi comprendre que le lieu observé était autrefois une zone de subduction… revenue à la surface plus tard, grâce à l'érosion.
Cependant, le phénomène de subduction aboutit, à terme, au recyclage de la croûte océanique, dans le manteau. Ainsi par exemple, la plus vieille croûte océanique encore présente sur Terre date du Jurassique (au large du Japon), soit environ 200 millions d'années au maximum. Ce qui ne signifie pas qu'il n'y avait pas de croûte océanique avant le Jurassique : les croûtes océaniques plus anciennes ont en fait été entièrement recyclées par subduction.
Ceci pose alors de nombreux problèmes aux géologues voulant étudier la dynamique des plaques lithosphériques au cours des temps anciens, car les données contenues par les croûtes océaniques de l'époque, sont à la fois perdues par l'enfouissement de ses roches, et par le métamorphisme qui les affecte.

### Formation de magma
L'eau liée aux sédiments est rapidement chassée. L'eau liée aux roches de la plaque subduite se trouve libérée lors du métamorphisme (passage dans le faciès schistes bleus, puis éclogites). Cette eau peu dense remonte dans la plaque chevauchante et provoque la fusion partielle des péridotites par abaissement de leur température de fusion.
Le diagramme pression/température montre en effet que le point de fusion d'une péridotite hydratée est plus bas que celui d'une péridotite sèche. Le géotherme coupe la courbe du solidus entre −80 et −200 km. Dans cette zone, on peut donc avoir des péridotites qui entrent en fusion dans des températures inférieures à 1 000 °C. Il y a donc formation d'un magma. Ce magma plus léger a tendance à remonter dans les roches encaissantes, soit rapidement : volcanisme andésitique : formation d’andésite ou de rhyolite ; soit plus lentement : une roche grenue : granodiorite. C'est pourquoi les volcans sont disposés et alignés parallèlement à la marge. Ils sont à l'origine d'éruptions explosives violentes en raison de la forte viscosité du magma et de sa richesse en eau dissoute.

## Mécanismes de la subduction

L'intensité du est essentiellement fonction de la densité de la lithosphère plongeante.

### Entretien de la subduction
La différence de densité entre la lithosphère océanique plongeante et l'asthénosphère est le principal moteur de la subduction, et même du mouvement des plaques tectoniques en général. En effet, plus la lithosphère s'éloigne de la dorsale (lieu de production de la lithosphère océanique), plus sa température diminue, plus sa densité moyenne augmente et plus elle s'épaissit (c'est le manteau lithosphérique qui s'épaissit, la croûte océanique gardant la même épaisseur). Après environ 25 millions d'années (Ma), les plaques océaniques deviennent plus denses que l'asthénosphère située en dessous, et une force de traction les entraîne vers le bas, jusqu'à rupture de la marge passive et amorçage de la subduction.
Après le début de la subduction, les transformations minéralogiques lors du métamorphisme de la plaque plongeante entraînent une augmentation de la densité des roches qui la constituent. Ainsi, un schiste vert en début de subduction gagnera en densité lors de sa transformation en schiste bleu, pour atteindre une densité encore plus importante au stade éclogite. La traction qui résulte de ce poids supplémentaire permet d'entretenir la subduction. Il y a fréquemment des retards à la subduction : 50 Ma pour l'océan Pacifique au niveau du Pérou, 65 à 140 pour l'océan Atlantique au niveau de l'arc des Antilles et un maximum de 200 Ma au niveau de la Floride. Ces retards sont dus, en particulier, à la résistance à la flexion d'une plaque ancienne devenue très épaisse et rigide,.

### Initiation de la subduction
Il ne semble pas qu'une nouvelle zone de subduction soit en train de se former aujourd'hui, et même si c'était le cas la lenteur du processus ne nous permettrait sans doute pas de l'étudier complètement, voire de l'identifier. Les différents modèles proposés résultent, d'une part d'études de terrain visant à reconstituer la chronologie et l'évolution magmatique des zones de subduction actuelles ou anciennes, et d'autre part de modèles théoriques appuyés sur des simulations numériques.
Cinq modèles principaux sont envisagés, qu'on peut regrouper en deux classes.
- Initiation induite, quand une convergence de plaques préexiste mais induit tout de même la formation d'une nouvelle zone de subduction :

1. Renversement de polarité[9] (arc des îles Salomon[10] (Miocène)).
2. Transfert de zone (transfert de zone : Océan Indien)

- Initiation spontanée, quand d'importants contrastes latéraux de densité sollicitent une lithosphère présentant des faiblesses mécaniques (dont l'origine peut être variée) :

1. Effondrement d'une faille transformante (Pacifique Ouest (Miocène)).
2. Effondrement de la marge d'une tête de panache (Caraïbes (Crétacé) et Cascades (Éocène))
3. Effondrement d'une marge passive. (effondrement d'une marge passive : arc de Gibraltar)

A noter que les modèles de transfert de zone et d'effondrement d'une marge passive sont mal étayés mais pourraient s'appliquer à quelques exemples naturels d'âges inconnus. Les autres modèles s'appuient quant à eux sur des faits avérés et reconnus, appuyés par les exemples cités.

### Simulation
Les différents phénomènes propres à la subduction peuvent être reproduits par simulation analogique (en) ou numérique, à des fins de recherche ou de pédagogie.
Par exemple, une couche du sable noir naturel sur une couche visqueuse de colle blanche scolaire dans une simple cuvette reproduit bon nombre des principaux processus associés à la subduction terrestre : déchirures et subduction spontanée, recul de la plaque subductée, écoulements toroïdaux, rotations des segments non subductés et écoulement poloïdal.

## Les zones de subduction actuelles sur la Terre

Ceinture de feu du Pacifique (en rouge) et zones de subduction (en bleu).

Une grande partie des zones de subduction actuelles sont réparties autour de l'océan Pacifique, appelé la « ceinture de feu », qui court depuis la Patagonie jusqu'en Alaska, puis du Kamtchatka aux Philippines. Elle implique les plaques Pacifique, Nazca, Coco et Juan de Fuca.
On compte également:
- la subduction du bassin de la Mer de Chine Méridionale sous l'île de Luzon (Philippines) au niveau de la fosse de Manille. Cette subduction est à l'origine du volcanisme encore présent sur l'arc de Luzon aujourd'hui (éruption du Mont Pinatubo en 1991) ;
- la subduction de l'océan Indien sous l'Indonésie (Java et Sumatra), à l'origine du tsunami et du séisme du 26 décembre 2004 dans l'océan Indien (plus de 220 000 morts) ;
- la subduction de la Méditerranée orientale (restes de la Néo-Téthys) sous la Crète (arc égéen) et sous la Calabre.

On trouve enfin de nombreuses zones de subduction fossiles, par exemple au cœur des Alpes ou encore dans le Massif armoricain.

## Inversion de subduction
L'inversion de polarité de subduction est un processus géologique dans lequel deux plaques convergentes changent de rôle : la plaque sus-jacente devient la plaque descendante, et vice versa. 